# God Forbid
God Forbid fue una banda estadounidense de metalcore formada en 1996 en East Brunswick, Nueva Jersey.

## Biografía
Se creó en la década de los años 90’s, dando giras con bandas como Nile, Cradle of Filth y Candiria, su primer álbum Reject the Sickness fue lanzado por 9 Volt Records en 1999. Este álbum recibió gran rotación en la radio neoyorquina WSOU-FM y la banda firmó con Century Media Records, lanzando el álbum Determination en el 2001. Tocaron en el MTV2 Headbanger's Ball tour con Shadows Fall y Lamb of God. En el 2004, lanzaron Gone Forever que aumentaron considerablemente su perfil y ganaron un lugar en el Ozzfest. El próximo año, ellos lanzaron IV: Constitution of Treason, un álbum conceptual sobre el fin del mundo. Es su primer álbum en entrar en el Billboard 200, debutando en el puesto 118. En el 2005-2006 apoyaron a Trivium en su tour británico junto con Mendeed y Bloodsimple. A finales de 2006 y principios de 2007 encabezaron el tour Chains of Humanity, junto con Goatwhore, Mnemic, The Human Abstract, Byzantine y Arsis. En el 2006, la canción To the Fallen Hero, ganó el premio Independent Music Award for Best Hard Rock/Heavy Metal Song. Ellos hicieron un DVD que lanzaron el 10 de junio de 2008. Actualmente están componiendo nuevas canciones para su quinto álbum, que se lanzará probablemente a inicios del 2009. Se publica Earthsblood. Con un ambiente más de propio Metalcore melódico.

## Discografía
| Año  | Título                      | Disquera       |
| 1998 | Out of Misery EP            | 9 Volt Records |
| 1999 | Reject the Sickness         | 9 Volt Records |
| 2001 | Determination               | Century Media  |
| 2003 | Better Days EP              | Century Media  |
| 2004 | Gone Forever                | Century Media  |
| 2005 | IV: Constitution of Treason | Century Media  |
| 2009 | Earthsblood                 | Century Media  |
| 2012 | Equilibrium                 | Century Media  |

## Miembros
Actuales
•	Byron Davis – Vocalista

•	Matthew Wicklund - Guitarra rítmica

•	Doc Coyle – Guitarra líder, voces

•	John Outcalt – Bajo

•	Corey Pierce – Batería

Pasados
•	Dallas Coyle – Guitarra rítmica, voces